# Nyctemera abraxata
Nyctemera abraxata är en fjärilsart som beskrevs av Pieter Cornelius Tobias Snellen 1879. Nyctemera abraxata ingår i släktet Nyctemera och familjen björnspinnare. Inga underarter finns listade i Catalogue of Life.